# Aplerbecker Hütte

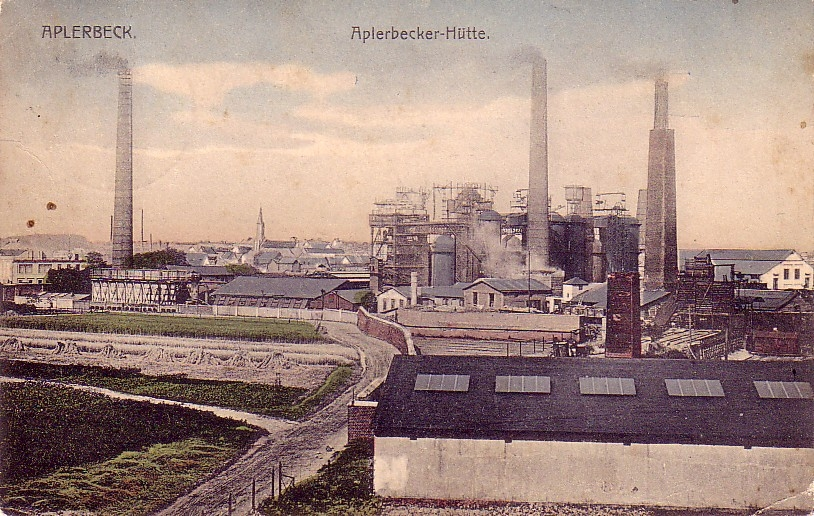
Aplerbecker Hütte Postkarte um 1910/15

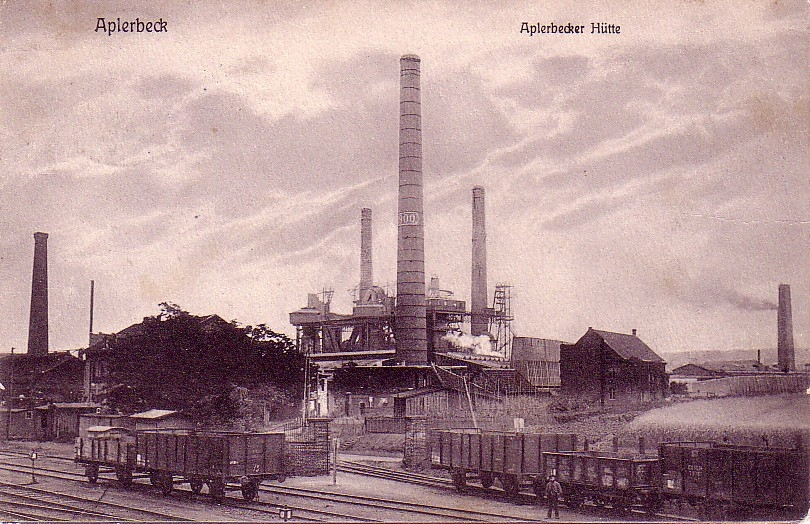
Aplerbecker Hütte Postkarte um 1910

Die Aplerbecker Hütte ist ein ehemaliges Hüttenwerk im Dortmunder Stadtteil Aplerbeck, dessen seit 1858 existierende Werksanlagen bis Ende der 1920er Jahre am Rande des Aplerbecker Ortskerns südlich des Bahnhofs Aplerbeck an der Bahnstrecke Dortmund–Soest standen. Zur Zeit ihrer größten Blüte waren ca. 1000 Arbeiter in der „Hütte“ beschäftigt, wie sie in Aplerbeck kurz genannt wurde.

## Geschichte
1856 wurde zunächst die Blücher AG mit einem Aktienkapital in Höhe von 1.000.000 Talern gegründet, sie kann als Vorläuferin der Aplerbecker Hütte angesehen werden. Die Gesellschaft erwarb das Werksgelände sowie Eisenerzgruben und errichtete ein Puddel- und Walzwerk. Im Dezember 1858 wurde der Hochofen in Betrieb genommen. Jedoch reichte das Aktienkapital nicht zum weiteren Ausbau, mit dem sich erst ein wirtschaftlicher, gewinnbringender Betrieb des Hüttenwerks ergeben hätte. Weiteres Kapital war nicht zu beschaffen, 1859 ging das Unternehmen in Konkurs. Am 10. März 1860 wurde der Hochofen ausgeblasen, 192 Arbeiter wurden entlassen.
Im August 1861 wurden die gesamten Werksanlagen für 200.000 Taler von acht Mitgliedern des ehemaligen Verwaltungsrats der Blücher AG ersteigert. Weiterhin ersteigerten diese noch die zugehörigen Eisenerzgruben. Nach der Gründung der Commandit-Gesellschaft Aplerbecker Hütte konnte der Betrieb 1862 wieder aufgenommen werden.
1869 wurde die Aplerbecker Hütte durch Wilhelm Brügmann, G. Weyland und weitere Gesellschafter übernommen, die Firma lautete nun Aplerbecker Hütte, Brügmann, Weyland & Co. 1909 wurde das Unternehmen unter gleicher Firma in eine Aktiengesellschaft umgewandelt. Damit wurden die beiden persönlich haftenden Gesellschafter Brügmann und Weyland von ihrer Haftung befreit. 1911 fusionierte die Hütte mit der Westfälische Drahtwerke AG in Werne zur Westfälische Eisen- und Drahtindustrie AG. 1920 übernahm der Stinnes-Konzern die Aplerbecker Hütte. 1925 – vier Jahre vor Einsetzen der Weltwirtschaftskrise – wurde die Aplerbecker Hütte im Zuge der Rationalisierungsmaßnahmen in der westdeutschen Montanindustrie nach dem Ersten Weltkrieg stillgelegt. Bis 1930 wurde das Hüttenwerk abgerissen.
Produziert wurde im Puddel- und Blechwalzwerk, es gab eine Gießerei für Roheisen, eine Kesselschmiede, Bienenkorböfen für die Koksherstellung und eine Mechanische Werkstatt. Später wurde in Siemens-Martin-Öfen und in einer Drahtstraße produziert.
Einzig der 1920 gegründete und später ausgegliederte Bereich der Magnetproduktion überlebte die Schließung der Aplerbecker Hütte als Magnetfabrik Aplerbeck. Die Magnetfertigung firmierte seit 1992 zwischenzeitlich als Thyssen Magnettechnik, seit 1997 als MTG Magnetsysteme GmbH und ist seit 2000 unter dem Namen Tridelta weiter am Markt aktiv. Seit 1999 erinnert in Aplerbeck das Magnetmuseum an die wechselvolle Geschichte der Magnetfabrik.

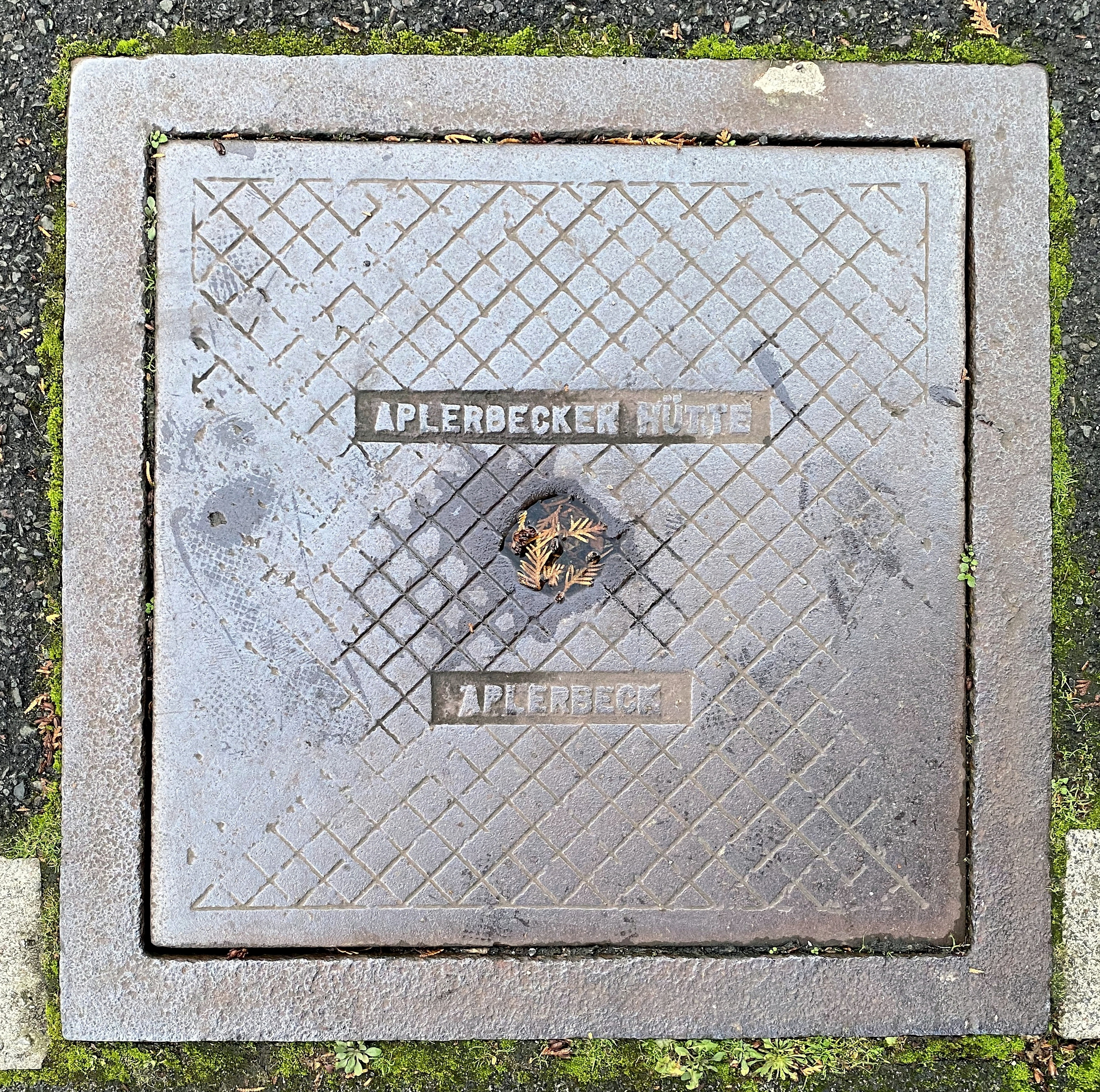
Kanaldeckel hergestellt in der Aplerbecker Hütte um 1910